# Luis Britto García

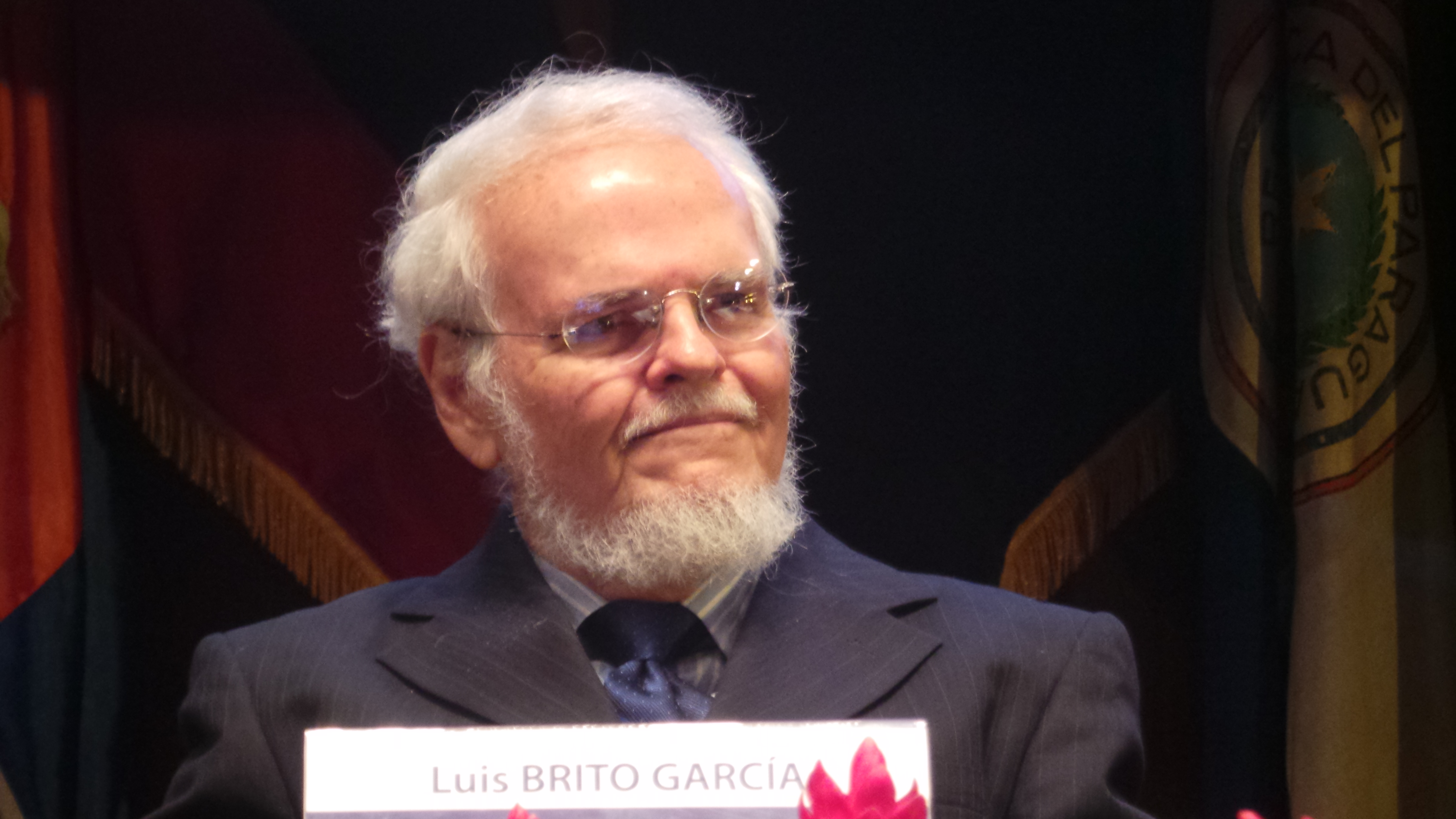
Luis Britto García 2015

Luis Britto García (* 9. Oktober 1940 in Caracas) ist ein venezolanischer Schriftsteller, Historiker, Essayist und Dramatiker mit einem in Lateinamerika sehr bekannten, umfangreichen und vielseitigen Werk. Mit Theaterstücken wie El Tirano Aguirre o La conquista de El Dorado (1976) hat er sich auch als Dramatiker einen Namen gemacht. Darüber hinaus hat Luis Britto García ein Doktorat der Rechte an der Universidad Central de Venezuela erworben.

## Werke (Auswahl)
- Rajatabla. Roman, 1971
- Abrapalabra. Erzählungen, 1980
- La orgía imaginaria. Erzählungen, 1983
  - Einzelerz., Übers. José Antonio Friedl Zapata: Mitia. In: Ein neuer Name, ein fremdes Gesicht. 26 Erzählungen aus Lateinamerika. Hg. wie Übers. Sammlung Luchterhand, 834. Neuwied, 1987, 1989, S. 123–128

## Auszeichnungen
- Venezolanischer Staatspreis für Literatur (2001)
- Casa-de-las-Américas-Preis (1970 und 2005)